# Juan Bautista Cascini
Juan Bautista Cascini (La Plata, Buenos Aires, Argentina, 4 de junio de 1997) es un futbolista argentino. Juega como volante central en el Deportivo Madryn de la Primera B Nacional. Es hijo del exjugador Raúl Alfredo Cascini.

## Trayectoria
Participó del torneo internacional Frenz International Cup 2015 de Malasia para juveniles Sub-18 representando a Estudiantes de La Plata, marcando 2 goles y llegando a la final del torneo donde perdieron con el Internacional de Brasil.
Surgido de las inferiores de Estudiantes de la Plata, debutó en el primer equipo el 29 de agosto de 2016, en un partido correspondiente a la primera fecha del Campeonato 2016-17, frente a Tigre, partido que su equipo ganó por 3-0. Tras su paso por Estudiantes de la Plata, en donde tuvo buenas actuaciones, luego de quedar relegado finalizó su contrato trasladándose al fútbol de Chipre.
El 1 de abril de 2022 fue anunciado por el The Strongest para jugar la Copa Libertadores 2022. Anotó su primer gol en la goleada 5-0 frente al Athletico Paranaense.
En julio de 2022 fue transferido a FC UTA Arad de Rumania, luego que The Strongest finalizó su participación en Copa Sudamericana 2022.

## Clubes
| Club                  | País      | Año         |
| --------------------- | --------- | ----------- |
| Estudiantes (LP)      | Argentina | 2016 - 2018 |
| APOEL de Nicosia      | Chipre    | 2018 - 2019 |
| F.C. Botoșani         | Rumania   | 2019 - 2021 |
| FC Academica Clinceni | Rumania   | 2020 - 2022 |
| The Strongest         | Bolivia   | 2022        |
| UTA Arad              | Rumania   | 2022 -2023  |
| Slaven Belupo         | Croacia   | 2023-2024   |
| FC Voluntari          | Rumania   | 2024        |
| Sol de América        | Paraguay  | 2024-2025   |
| Deportivo Madryn      | Argentina | 2025-Act.   |

## Estadísticas
- Actualizado hasta el 13 de agosto de 2022.

| Equipo | Div.                | Temporada           | Liga  | Liga  | Copa Nacional (1) | Copa Nacional (1) | Copa Internacional (2) | Copa Internacional (2) | Total | Total |
| Equipo | Div.                | Temporada           | Part. | Goles | Part.             | Goles             | Part.                  | Goles                  | Part. | Goles |
| Estudiantes (LP) Argentina | 1ª                  | 2016-17             | 11    | 1     | 1                 | 0                 | 4                      | 0                      | 16    | 1     |
| Estudiantes (LP) Argentina | 1ª                  | 2017-18             | 7     | 0     | -                 | -                 | 3                      | 0                      | 10    | 0     |
| Estudiantes (LP) Argentina | 1ª                  | 2018-19             | 0     | 0     | 0                 | 0                 | 1                      | 0                      | 1     | 0     |
| Estudiantes (LP) Argentina | Total               | Total               | 18    | 1     | 1                 | 0                 | 8                      | 0                      | 27    | 1     |
| APOEL de Nicosia Chipre | 1ª                  | 2018-19             | 3     | 0     | 1                 | 0                 | -                      | -                      | 4     | 0     |
| APOEL de Nicosia Chipre | Total               | Total               | 3     | 0     | 1                 | 0                 | -                      | -                      | 4     | 0     |
| F.C. Botoșani · Rumania | 1ª                  | 2019-20             | 9     | 0     | 2                 | 0                 | -                      | -                      | 11    | 0     |
| F.C. Botoșani · Rumania | 1ª                  | 2020-21             | 2     | 0     | 0                 | 0                 | -                      | -                      | 2     | 0     |
| F.C. Botoșani · Rumania | Total               | Total               | 11    | 0     | 2                 | 0                 | -                      | -                      | 13    | 0     |
| FC Academica Clinceni · Rumania | 1ª                  | 2020-21             | 20    | 2     | 9                 | 0                 | -                      | -                      | 29    | 2     |
| FC Academica Clinceni · Rumania | 1ª                  | 2021-22             | 19    | 7     | 1                 | 0                 | -                      | -                      | 20    | 7     |
| FC Academica Clinceni · Rumania | Total               | Total               | 39    | 9     | 10                | 0                 | -                      | -                      | 49    | 9     |
| The Strongest · Bolivia | 1ª                  | 2022                | 0     | 0     | 0                 | 0                 | 7                      | 1                      | 7     | 1     |
| The Strongest · Bolivia | Total               | Total               | 0     | 0     | 0                 | 0                 | 7                      | 1                      | 7     | 1     |
| UTA Arad · Rumania | 1ª                  | 2022-23             | 5     | 1     | 0                 | 0                 | -                      | -                      | 5     | 1     |
| UTA Arad · Rumania | Total               | Total               | 5     | 1     | 0                 | 0                 | -                      | -                      | 5     | 1     |
| Total en su carrera | Total en su carrera | Total en su carrera | 76    | 11    | 12                | 0                 | 15                     | 1                      | 105   | 12    |
| (1) Las copas nacionales se refiere a la Copa Argentina, Supercopa Argentina, Copa de la Superliga, Copa de la Liga Profesional, Supercopa de Chipre y Copa de Rumanía. (2) Las copas internacionales se refiere a la Copa Sudamericana, Recopa Sudamericana, Copa Libertadores y Copa Suruga Bank. |                     |                     |       |       |                   |                   |                        |                        |       |       |

## Palmarés

### Títulos nacionales
| Título           | Club             | País   | Año  |
| ---------------- | ---------------- | ------ | ---- |
| Primera División | APOEL de Nicosia | Chipre | 2019 |